# Sulejmanija, Irak
Sulejmanija ali Slemani (kurdsko سلێمانی, latinizirano: Silêmanî; arabsko السليمانية, latinizirano: as-Sulaymāniyyah), je mesto na vzhodu regije Kurdistan v Iraku, nedaleč od Iransko – iraške meje. Mesto obdajajo  gore Azmar (Ezmer), Goidža (Gojdže) in Kaivan (Kejvan) na severovzhodu, gora Baranan na jugu in hribi Tasluja na zahodu. Mesto ima polsušno podnebje z zelo vročimi suhimi poletji in mrzlimi mokrimi zimami.
Slemani je bil dom pesnikov, kot so Nalî, Mahvi in Piramerd. Sodobno mesto Slemani je leta 1784 ustanovil osmansko-kurdski princ Ibrahim Paša Baban, ki ga je poimenoval po svojem očetu Sulejman Paši. Slemani je bil od leta 1784 do 1850 glavno mesto zgodovinske kneževine Baban.

## Zgodovina
Guvernat Sulejmanija je bila pred ustanovitvijo sodobnega mesta leta 1784 znana kot Zamva. Glavno mesto kurdske kneževine Baban (1649–1850), pred Sulemanijo, je bilo ozemlje z imenom Kelaçivalan. V času vladavine Babanijev so bili veliki konflikti med Safavidsko dinastijo in Osmanskim cesarstvom. Kelaçivalan je postal bojno polje za oba tekmeca.
Ker je bila strateškega pomena in leži globoko znotraj safavidskega ozemlja, je obstajala skrb, da bo Kelaçivalan napaden in ujet, če Babani Safavidom ne bodo dali vojaške podpore, saj sta tako sultan Mahmud II. kot Nader Šah poskušala pridobiti podporo razpršenih kurdskih emiratov. To je prisililo Mahmuda Babanskega leta 1781, da je razmišljal o selitvi središča emirata na varnejše mesto. Za gradnjo številnih serahov je izbral Melkendî, takrat vas, zdaj pa okrožje v osrednji Sulejmaniji.
Leta 1783 je Ibrahim Baban postal vladar emirata in začel z obnovo mesta, ki ga je nekoč zgradil osmanski sultan Sulejman (ime Sulejmanija je izhajalo iz njegovega imena), novo mesto, ki je postalo njegova prestolnica. Leta 1784 je dokončal postavitev številnih trgovskih palač, imenovanih Kejserîs in bazarjev, ki so jih uporabljali tudi kot kopališča, in začel vabiti ljudi iz okoliških vasi in emiratov, da se preselijo v novoustanovljeno mesto. Kmalu je Melkendî, ki je bil prvotno mišljen kot samo mesto, namesto tega postal ena od njegovih četrti. Novo mesto Sulejmanija je dobilo ime po Sulejmanu Babi, ki je bil prvi babanski princ, ki je prevzel nadzor nad provinco Şarezûr. Sulejman Baban je vdrl v sosednjo kurdsko vazalstvo Ardalan in porazil njihove sile leta 1694. Osmanski sultan Mustafa II. mu je dodelil okrožje Baban.
Po judovskem izročilu je Sulejman Baban poudaril pomen mesta z judovskimi prebivalci za njegovo popolnost. Nato je bila misija poslana v Karadag, mesto s cvetočo judovsko skupnostjo, in okoliške vasi. Judje iz Karadaga so se odzvali tako, da so poslali prvo skupino judovskih prebivalcev v Sulejmanijo.
V začetku 19. stoletja so se begunci iz Ardalana preselili v Sulejmanijo, vključno s pesnico Masturo Ardalan, vdovo Hosrava Hanîja Erdalana, vladarja kraljestva. Erdalan je napisal poročilo o kurdski zgodovini v perzijščini in je bil pokopan v Sulejmaniji, ko je leta 1848 umrl.
Od leta 1922 do 1924 je bila Sulejmanija glavno mesto Kraljevine Kurdistan, kratkotrajne nepriznane države, ki so jo razglasili iraški Kurdi po propadu Osmanskega cesarstva.

## Demografija
Leta 1820, le 36 let po nastanku mesta, je Britanec po imenu Rech obiskal mesto in ocenil, da ima več kot deset tisoč prebivalcev, vključno z 2144 družinami, od katerih je bilo 2000 muslimanskih, 130 judovskih in 14 krščanskih.
Osmanski dokumenti iz leta 1907 kažejo, da je takrat v mestu živelo 8702 muslimanov in 360 nemuslimanov. Časopis Peškavtin, ki so ga leta 1920 razdeljevali v Sulemaniji, je ocenil, da je število prebivalcev okoli deset tisoč.
Iraški upor proti britanski vladavini Mandata za Mezopotamijo v zgodnjih 1920-ih, ki ga je vodil šejk Mahmud, je sprožil val judovskega izseljevanja iz Sulejmanije.
Po dokumentih iraške vlade se je do leta 1947 število prebivalcev povečalo na 23.475. Istega leta so zapisi dokumentirali obstoj tristo judovskih družin, ki jih je skupaj sestavljalo 1517 posameznikov. Predvsem je skoraj celotna judovska skupnost, razen ene družine, v letih 1951–52 naredila alija - preselitev v nastajajočo državo Izrael.
Do leta 1998 je bilo lokalno prebivalstvo ocenjeno na 548.747, ki je leta 2015 naraslo na ocenjenih 656.100.
Ameriška univerza v Iraku v Sulejmaniji je leta 2016 ocenila število prebivalcev na 800.000.

## Geografija
Mesto je v severnem Iraku in južnem Kurdistanu. Od glavnih naseljenih središč v državi so zanj značilne nižje poletne temperature in bolj deževne zime. Povprečne temperature se gibljejo od 0 do 39 °C. Pozimi lahko zapade precejšnja količina snega. Sneg pade vsako leto ali vsako drugo.
Köppen-Geigerjev sistem klasifikacije podnebja razvršča njegovo podnebje kot sredozemsko podnebje z vročim poletjem (Csa).

## Kultura
Dva neodvisna časopisa Hawlati [26] in Awena [27] ter dve neodvisni politični reviji Lvin in Shock izhajajo in se distribuirajo v mestu Sulemanija. Od leta 2016 v mestu poteka Mednarodni filmski festival, ki ga organizira Visoka šola za likovno umetnost Univerze v Sulejmanji.
Sulemanija je edino mesto v Južnem Kurdistanu, ki redno praznuje svetovni dan glasbe ali Fête de la Musique. Na nekem potovanju v mesto je novinar, ki je delal za BBC, zapisal o posebni kulturi Sulemanije: »Kultura je zelo pomembna za kurdsko ljudstvo, še posebej v Sulemaniji, vendar obstaja močna privlačnost zahoda - modernizacija in potrošništvo - ki ga morda poganjata satelitske televizije, do katerih so imeli dostop, odkar so začeli voditi svoje zadeve ... In na univerzi se študenti družijo po kampusu, klepetajo drug z drugim in v zadnjem trenutku delajo svoje izpite. Vojna je ustavila predavanja le za nekaj tednov. Verjetno je več žensk kot moških in z veseljem povedo svoje poglede vsem, ki jih vprašajo.«

## Gospodarstvo
Od leta 2003 Sulejmanija doživlja rastoče lokalno gospodarstvo. Njeno gospodarstvo se danes opira na turizem, kmetijstvo in številne majhne tovarne, ki se večinoma ukvarjajo z gradbeništvom.
Leta 2004 je celovita analiza varnosti preskrbe s hrano in ranljivosti v Iraku objavila poglobljeno raziskavo guvernata Sulejmanija, v kateri so pregledali vsako mesto. V tej raziskavi je mogoče videti prej omenjeni gospodarski razcvet leta 2003.

## Turizem
Mesto je leta 2009 obiskalo več kot 60.000 turistov. V prvem četrtletju 2010 pritegnilo več kot 15.000 iranskih turistov, mnoge pa je pritegnilo dejstvo, da zanj ne veljajo strogi zakoni, s katerimi se soočajo doma. Nevroz 2010 je povzročil odliv iranskih turistov, ki so se odločili praznovati dogodek v regiji.

## Muzeji
- Muzej Sulejmanija: je drugi največji muzej za nacionalnim muzejem v Bagdadu. Je dom številnih mezopotamskih, kurdskih in starodavnih perzijskih artefaktov iz let 1792–1750 pred našim štetjem.
- Muzej Amna Suraka
- Muzej moderne umetnosti (Mozehanai Hunari Hovčah)
- Arheološki muzej Sulejmanija

- Rimski amfiteater v Slemaniju, pomembna turistična atrakcija v mestu
- Park Sarčnar
- Park Hevari Šar
- Žrtve kampanje Anfal so predstavljene z razbitim steklom in drobnimi lučkami v muzeju Amna Suraka v Sulejmaniji.[19]
- Kurdska umetnica Tara Jaff igra harfo med kulturnim srečanjem v galeriji Aram
- Sulejmanija ponoči z vrhu gore Azmar

## Pobratena mesta
- Tucson, Arizona[20]
- Neapelj[21]